# مستودكة سوداء الرأس
مستودكة سوداء الرأس (الاسم العلمي:Piophila nigriceps) هي نوع من الحشرات يتبع جنس المستودكة من الفصيلة المستودكية.